# کاسا پیدرا (آریزونا)
کاسا پیدرا (به انگلیسی: Casa Piedra) یک منطقهٔ مسکونی در ایالات متحده آمریکا است که در آریزونا واقع شده‌است. کاسا پیدرا ۱٬۰۶۰ متر بالاتر از سطح دریا واقع شده‌است.